# Friedrich Hoffstadt

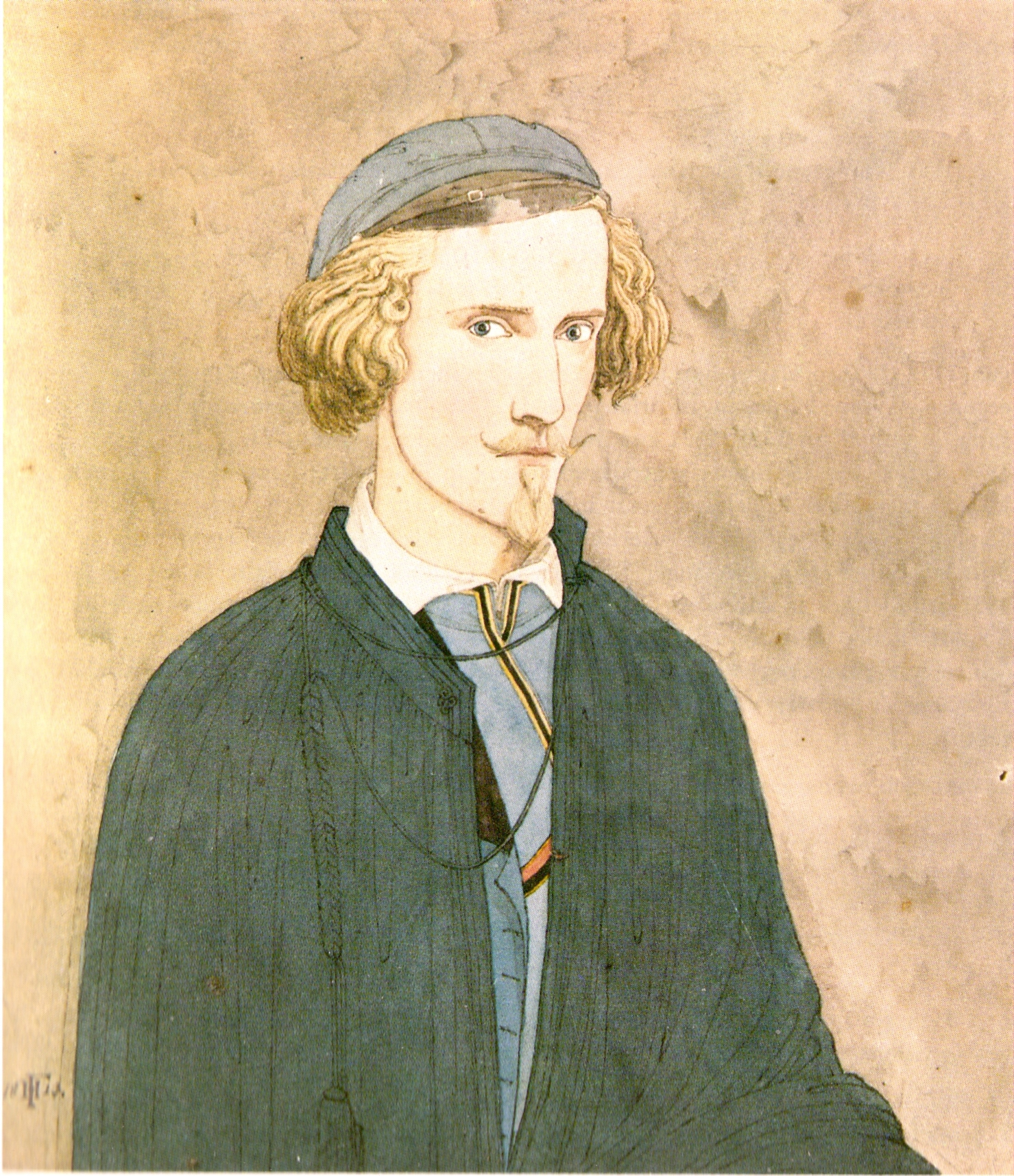
Selbstporträt Hoffstadt als Student

Friedrich Hoffstadt (* 31. Januar 1802 in Mannheim; † 7. September 1846 in Aschaffenburg) war ein deutscher Richter, Maler und Kunstschriftsteller.

## Leben
Hoffstadts Vater war Rat der Fürsten von Leiningen in Amorbach und verstarb früh. Hoffstadt wuchs daher ab 1815 bei seinem Onkel, dem Minister Georg Friedrich von Zentner in München auf. Nach dem Abitur 1818 am (heutigen) Wilhelmsgymnasium München begann er im Herbst 1820 das Studium der Rechtswissenschaften an der Universität Erlangen und wurde hier Mitglied der Studentenverbindung Concordia. Nach deren Auflösung 1821 wurde er Mitglied der Burschenschaft der Bubenreuther und wechselte im Mai 1822 an die Universität Landshut. Aus seiner Studienzeit hat sich sein Stammbuch erhalten, das sich heute im Archiv der Familie seines damaligen Bundesbruders Hans von und zu Aufseß befindet. 1831 gründete er mit Aufseß, Franz Graf Pocci, Ludwig Schwanthaler, dem Freiherrn v. Bernhard und anderen Freunden in München die Gesellschaft für deutsche Altertumskunde zu den drei Schilden. 1834 wurde Hoffstadt Aktuar bei der Bundeszentralbehörde in Frankfurt am Main, 1842 Gerichtsrat am Stadtgericht in München und 1844 Appellationsgerichtsrat in Aschaffenburg.
Bedeutend wurde sein Hauptwerk, das Gothische ABC-Buch, mit dem er zu Beginn der neugotischen Periode des 19. Jahrhunderts Grundregeln für Künstler und Werkleute zusammentrug und einen Grundriss christlicher Architekturgeschichte erstellte. Sein Nachlass wird im Architekturmuseum der Technischen Universität München verwahrt.

## Schriften
- Gothisches ABC-Buch, Frankfurt am Main 1840–1843.